# Edvarda
Az Edvarda az Edvárd férfinév női párja.

## Képzett és rokon nevek
- Eduárda:[1] az Edvárd alakváltozatának, az Eduárd névnek a női párja.[2]

## Névnapok
Edvarda, Eduárda
- március 18.[2]
- október 13.[2]